# Parc naturel du Grand Tkhatch
Le parc naturel du Grand Tkhatch (природный парк "Большой Тхач") est un parc naturel situé en Adyguée dans le sud de la Russie européenne et dans le Caucase de l'Ouest et plus précisément du côté sud du massif du Tkhatch à la frontière du kraï de Krasnodar. Il a été fondé par l'oukaze N°244 du président de l'Adyguée, signé le 8 octobre 1997.

## Description

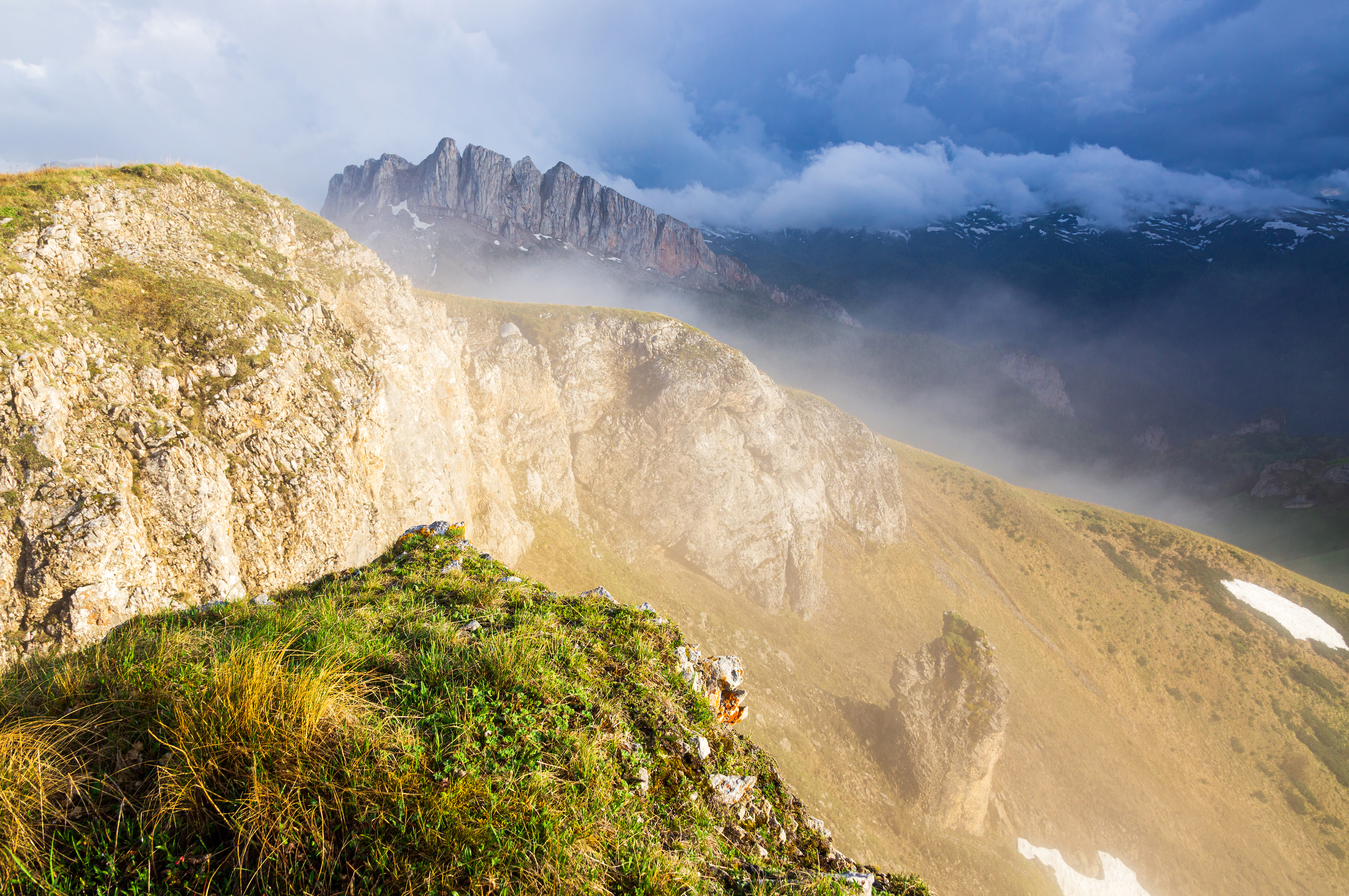
Reliefs du parc naturel du Grand Tkhatch. Un orage menace des affleurements du Trias, des roches calcaires, divers dépôts superficiels et des dépressions crées à l'Oligocène. Cette vue vient du mont Asbestnaya. Juin 2015.

Le parc naturel s'étend sur 3 705 hectares. Il a été inclus en 1999 à la liste du patrimoine mondial de l'Unesco lorsque le Caucase de l'Ouest y a été inscrit. Il comprend la partie supérieure et moyenne de la vallée de la rivière Bolchoï Sakhraï, les pentes occidentales et une partie du plateau du Grand Tkhatch; le versant oriental des monts Slessarnia; les cours supérieurs de la rivière Maly Sakhraï, de la rivière Slessarnia et de la rivière Afonka. La partie sud du parc naturel du Grand Tkhatch se trouve à la limite de la réserve naturelle du Caucase.
Dans la partie sud du parc naturel se trouve le mont Atchechbok (« la Porte du Diable ») qui culmine à 2 486 mètres. Le Grand Tkhatch (2 368 m) est fameux par ses formes découpées. D'autres zones font partie plus ou moins en totalité du parc naturel: ce sont le Petit Tkhatch, le mont Slessarnia, le pic Kolokolnia (« de la Cloche »), le pic Afonka, la clairière Chestakova, etc.
C'est ici que naissent les rivières Bolchoï Sakhraï, Maly Sakhraï, Afonka, Slessarnia et Chicha.

## Faune
La faune que l'on rencontre dans le parc naturel comprend nombre d'espèces rares et protégées. Les oiseaux sont particulièrement remarquables. C'est ici que nidifient par exemple le vautour fauve, le faucon pèlerin, le gobe-mouche à demi-collier, le tétras du Caucase, ou le gypaète barbu qui sont tous inscrits au livre rouge de Russie des espèces menacées.

## Tourisme
Le parc naturel est un lieu prisé des touristes, des alpinistes et des randonneurs, notamment des randonneurs à cheval.

## Source
- (ru) Cet article est partiellement ou en totalité issu de l’article de Wikipédia en russe intitulé « Большой Тхач (природный парк) » (voir la liste des auteurs).